# Phoma rubefaciens
Phoma rubefaciens är en lavart som beskrevs av Togliani 1953. Phoma rubefaciens ingår i släktet Phoma, ordningen Pleosporales, klassen Dothideomycetes, divisionen sporsäcksvampar och riket svampar.   Inga underarter finns listade i Catalogue of Life.